# Talassaari (ö i Södra Savolax, S:t Michel, lat 61,46, long 26,75)
Talassaari är en halvö i Finland. Den ligger i sjön Pieni Pyhävesi och i kommunen Mäntyharju i den ekonomiska regionen  S:t Michel och landskapet Södra Savolax, i den södra delen av landet, 170 km nordost om huvudstaden Helsingfors.